# Pagan's Mind

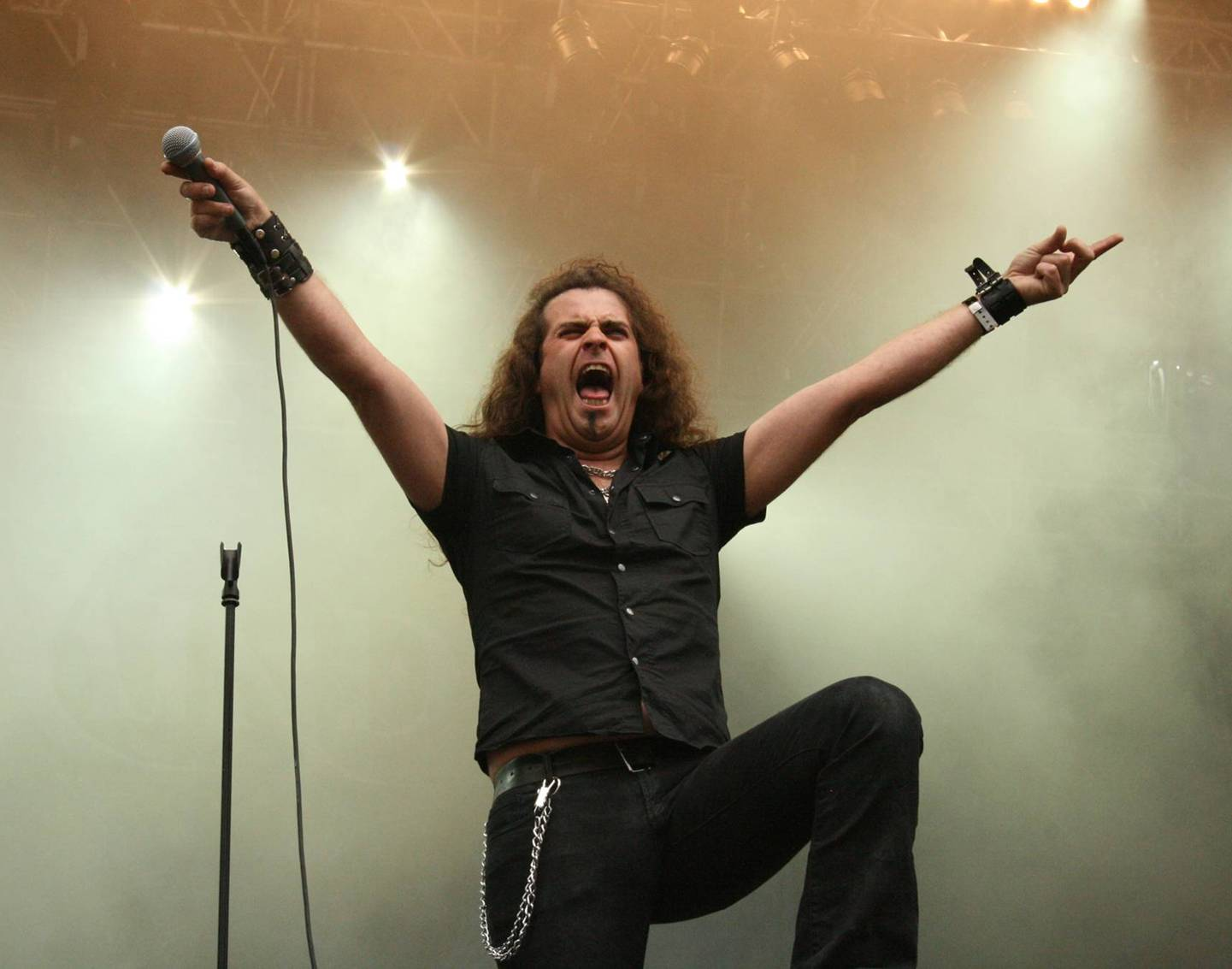
Zanger Nils K. Rue

Pagan's Mind is een Noorse progressieve/powermetal band die is opgericht in 2000.

## Bezetting

### Huidige bandleden
- Nils K. Rue - Zanger
- Jørn Viggo Lofstad - Gitarist
- Steinar Krokmo - Bassist
- Ronny Tegner - Toetsenist
- Stian Kristoffersen - Drummer

### Voormalige bandleden
- Thorstein Aaby - Gitarist

## Biografie
Pagan's Mind werd in 2000 opgericht na het opheffen van de band Silverspoon. Hun debuutalbum Infinity Divine kwam datzelfde jaar al uit. Twee jaar later volgde vervolgens Celestial Entrance waarmee de band ook het nodige succes buiten Noorwegen wist te boeken. In 2004 brachten ze vervolgens een heruitgave van Infinity Divine uit. Het derde album volgde in 2005 en was getiteld Enigmatic: Calling. Hiermee kwamen ze voor het eerst in de Noorse hitlijsten. Opnieuw twee jaar later, in 2007, volgde vervolgens hun vierde album: God's Equation.
In 2008 toerde de band met Sonata Arctica door Europa en speelden ze o.a. op ProgPower Europe. In 2009 staan ze opnieuw op ProgPower USA.
In 2011 bracht de band het album Heavenly Ecstasy uit. Dit is hun vijfde studioalbum.
In augustus 2014 startte de band een crowdfundingcampagne voor het produceren van een live-album. In een maand haalde de band 163% van hun doel op. Het album Full Circle - Live At Center Stage werd in oktober 2015 uitgebracht.

## Discografie
studioalbums
- Infinity Divine (2000)
- Celestial Entrance (2002)
- Infinity Divine (2004 - heruitgave)
- Enigmatic: Calling (2005)
- God's Equation (2007)
- Heavenly Ecstasy (2011)

livealbums
- Live Equation (2009)
- Full Circle - Live at Center Stage (2015)